# Peggy Webber
Peggy Webber (nacida el 15 de septiembre de 1925) es una actriz y escritora estadounidense que ha trabajado en cine, teatro, televisión y radio.

## Primeros años
Hija de un perforador petrolífero, Webber nació en Laredo (Texas).
En 1942 se graduó en el Tucson High School, donde se dedicó al arte dramático. Antes de cumplir los 3 años, ya entretenía al público en los intermedios de los cines.

## Cine
Debutó en el cine en la película de 1946 Her Adventurous Night. Interpretó a Lady Macduff en la adaptación de Macbeth realizada por Orson Welles. Otros de sus papeles destacados son el de la Mrs. Alice Rice en la película de 1952 Submarine Command y el de la Miss Dennerly en The Wrong Man, dirigida por Alfred Hitchcock.

## Radio
Webber debutó en la radio a los 12 años en WOAI (AM) de San Antonio, Texas. Su talento vocal para la radio fue destacado en el número del 5 de agosto de 1946 de la revista Time. El artículo The Radio: Vocal Varieties señalaba: "En tres años, su voz de látex ha proporcionado a la radio 150 personajes diferentes en unas 2.500 emisiones".
Entre los programas en los que se la escuchó fueron en The Dreft Star Playhouse, Dragnet, The Woman in My House,: 358  Pete Kelly's Blues,: 269  Dr. Paul,: 101  The Damon Runyon Theater, y The Man Called X. En 1979, interpretó a muchos personajes en Sears Radio Theater.
Es la fundadora de California Artists Radio Theatre.
El episodio del 8 de septiembre de 2019 de The Big Broadcast destacó su carrera e incluyó una entrevista reciente en la que mencionó sus proyectos actuales.

## Televisión
Webber apareció en varios programas de televisión. Interpretó a Elise Sandor en Kings Row en ABC en 1955-56.
También interpretó a la hermana maltratada Flora Stencil en el episodio de 1957  "Cheap Labor" de Gunsmoke.

## Guion, dirección y producción
Webber escribió y dirigió "unas 250 obras de teatro y programas de radio y televisión". Fue guionista y productora de Treasures of Literature, uno de los primeros programas de televisión. En sus últimos años, fue responsable de escribir, dirigir y producir "cientos de nuevos programas de audio".

## Reconocimiento
Webber recibió en 2014 el Premio Norman Corwin a la Excelencia en Audioteatro, "que celebra toda una vida de logros en este arte sonoro"." Fue la primera mujer galardonada con este premio. Su programa Treasure of Literature fue nombrado "Programa de televisión más popular - 1949" por la Television Academy.

## Filmografía
| Año  | Título                       | Papel                                 | Nota          |
| ---- | ---------------------------- | ------------------------------------- | ------------- |
| 1987 | 'Tis the Season to Be Smurfy | Elise                                 | Voz           |
| 1965 | The Greatest Story Ever Told | Mujer rezando en el templo            | Sin acreditar |
| 1958 | The Space Children           | Anne Brewster                         |               |
| 1958 | The Screaming Skull          | Jenni Whitlock                        |               |
| 1956 | The Wrong Man                | Alice Dennerly                        |               |
| 1951 | Submarine Command            | Mrs. Alice Rice                       |               |
| 1951 | Journey Into Light           | Jane Burrows                          |               |
| 1951 | Fighting Coast Guard         | Jefa de azafatas                      |               |
| 1948 | Macbeth                      | Lady Macduff / Una de las tres brujas |               |
| 1946 | Little Miss Big              | Ellen                                 |               |
| 1946 | Her Adventurous Night        | Miss Howard                           | Sin acreditar |

| Año       | Título                                    | Papel | Nota                      |
| --------- | ----------------------------------------- | --- | ------------------------- |
| 2005      | The Inside                                | Mama Bunch | Episodio: Everything Nice |
| 1989–1990 | Paddington Bear                           | | Voz                       |
| 1983–1984 | The Smurfs                                | Elderberry | Voz                       |
| 1983      | The New Scooby and Scrappy-Doo Show       | | Voz                       |
| 1982      | Quincy M.E.                               | Mujer |                           |
| 1981      | Bossom Buddies                            | Dr. Fritzly |                           |
| 1978      | Project U.F.O.                            | Emma Smith / Helen Carson |                           |
| 1977      | Emergency!                                | Helen Phillips |                           |
| 1976      | The Waltons                               | Mrs. Eva Hadley |                           |
| 1971–1973 | Adam–12                                   | Mrs. Rule / Mary Grant |                           |
| 1971–1972 | Night Gallery                             | Vieja arpía / Primera telefonista |                           |
| 1967–1970 | Dragnet 1967                              | Jean Sawyer / Mrs. Atkins / Alice Philbin / Mrs. Mary Tucker/ Mrs Eunice Rustin / Marian Stanley / Mrs. Peggy Lassin / Janet Ohrmund |                           |
| 1969      | Marcus Welby, M.D.                        | Mrs. Ross |                           |
| 1969      | The Survivors                             | Wife on TV |                           |
| 1968      | The New Adventure of Huckleberry Finn     | Old Lady / Maiden | Voice                     |
| 1967      | I Spy                                     | Hermana Agatha |                           |
| 1962      | Laramie                                   | Martha Grundy |                           |
| 1957–1960 | M Squad                                   | Mary Nichols / Amy Pryor |                           |
| 1960      | The Rebel                                 | Juanita Flynn |                           |
| 1960      | Law of the Plainsman                      | Hattie Mullen |                           |
| 1959      | Trackdown                                 | Nora |                           |
| 1959      | Man Without a Gun                         | Kate Hutchins |                           |
| 1959      | Wanted: Dead or Alive                     | Minnie Lee Blake |                           |
| 1959      | Wagon Train                               | Millie Collins |                           |
| 1958      | Panic!                                    | Fran Pulaski |                           |
| 1957      | Dr. Hudson's Secret Journal               | |                           |
| 1957      | The Walter Winchell File                  | Mary |                           |
| 1957      | Gunsmoke                                  | Flora Stancil |                           |
| 1957      | Zane Grey Theatre                         | Norah |                           |
| 1957      | The Ford Television Theatre               | Mrs. Wane |                           |
| 1957      | Jane Wymann Presents the Fireside Theatre | Mrs. Helding |                           |
| 1956      | The Millionaire                           | Mildred Kester |                           |
| 1956      | Chevron Hall of Stars                     | Martha |                           |
| 1956      | Climax!                                   | Inez Harley |                           |
| 1953–1956 | Cavalcade of America                      | |                           |
| 1956      | Cheyenne                                  | Ella McIntyre |                           |
| 1956      | Front Row Center                          | Kathy Mullin |                           |
| 1956      | Damon Runyon Theatre                      | Claire Simpson |                           |
| 1956      | Frontier                                  | Meg Horn |                           |
| 1955      | Matinee Theatre                           | Cathy |                           |
| 1955      | Big Town                                  | Carla Jackson |                           |
| 1952–1955 | Dragnet                                   | Peg Ruskin / Virginia Sterling / Leona Perry / Despachadora de policía / Roberta Salazar                                             |                           |
| 1955      | Kings Row                                 | Eloise |                           |
| 1955      | Warner Brothers Presents                  | |                           |
| 1955      | Cameo Theatre                             | |                           |
| 1955      | The Whistler                              | Denise Clark |                           |
| 1955      | Medic                                     | Stell Ramsey |                           |
| 1955      | Public Defender                           | Mrs. Gayley |                           |
| 1953      | Crown Theatre with Gloria Swanson         | |                           |
| 1950      | Hollywood Theatre Time                    | |                           |